# Los Amantes Suicidas de Sonezaki
 Los Amantes Suicidas de Sonezaki   (曾根崎心中;  Sonezaki Shinjū?) es un drama de amor y suicidio escrito por el dramaturgo japonés Chikamatsu Monzaemon. La pieza fue escrita originalmente para el teatro de marionetas (ningyō jōruri o bunraku), pero fue prontamente adaptada al kabuki y otras formas teatrales. Si bien no fue su primer drama (título que corresponde probablemente a la pieza de marionetas Los Herederos de Soga en 1683), ni el más popular (que acaso sea Las Batallas de Coxinga), probablemente es la más popular de sus “tragedias domésticas” o “dramas domésticos” (sewamono) de acuerdo con la caracterización que hizo Donald Keene de los dramas no históricos.

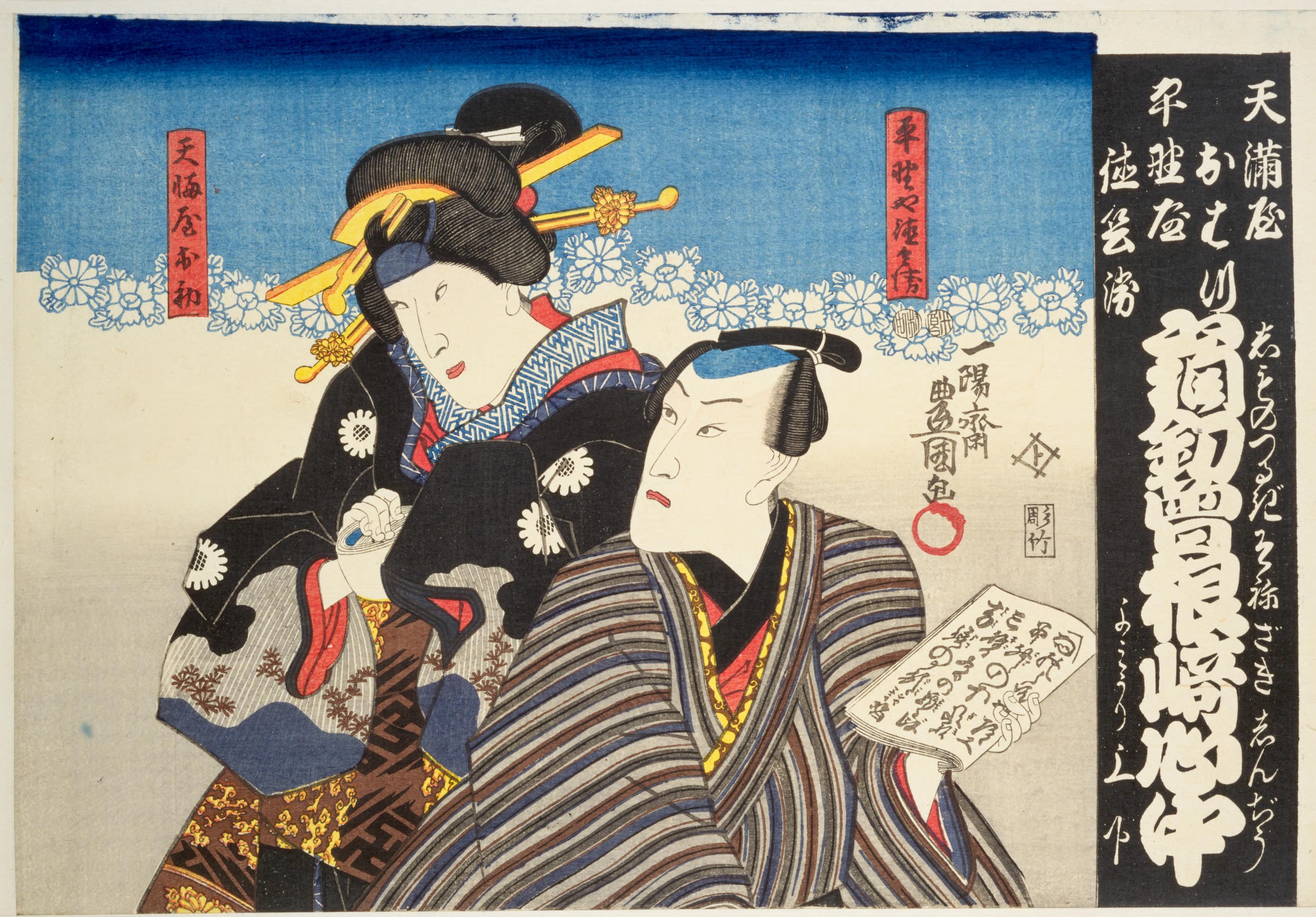
Impresión ukiyo-e de Utagawa Kunisada, que representa a los actores Ichikawa Danjūrō VIII y Onoe Kikujirō II en una escena de Los Amantes Suicidas de Sonezaki. Esta obra captura el drama kabuki de la famosa tragedia escrita por Chikamatsu Monzaemon.

Su primera escenificación ocurrió el 20 de junio de 1703, al parecer inspirada por el suicidio matutino de una pareja el 22 de mayo del mismo año en los territorios de un templo. Si bien la obra fue revisada en 1717, con escenas adicionales agregadas por Chikamatsu como el castigo del villano, la versión que se ha traducido y escenificado tradicionalmente es la de 1703.
Los Amantes Suicidas de Sonezaki se convirtió en un éxito inmediato, a tal punto que Chikamatsu estrenaría en 1721 una segunda obra de contenido similar, Los Amantes Suicidas de Amijima. Sin embargo, la popularidad de estas obras fue acompañada por un incremento significativo en suicidios de parejas, lo que llevó al Shogunato de Edo a prohibir su presentación en 1723, así como a prohibir los funerales de parejas suicidas.

## Argumento

### Escena Primera
Los Amantes Suicidas de Sonezaki es un drama corto de tres escenas, representando un día y una noche. Los dos personajes principales son un joven huérfano mercante llamado Tokubei (que trabaja para un negocio que comercia con aceite y posiblemente soya) y la prostituta a quien ama y quien le corresponde, Ohatsu, quien trabaja en un burdel llamado casa de té Tenmaya.
En la primera escena, Tokubei y un aprendiz de su “firma de Hirano en la Calle Uchichon” hacen la ronda de los clientes del negocio, entregando sus mercancías y recolectando las cuentas, cuando, en terrenos del Templo Ikudama (en Osaka), Tokubei se encuentra con su amada Ohatsu quien le protesta airadamente por su frialdad al no visitarla o escribirle por un buen tiempo, así como por no confiarle sus problemas.
Conmovido por su súplica, Tokubei le cuenta todo. El dueño de la firma es el tío de Tokubei. El desempeño honesto y firme de este le ha impresionado al punto que quiere que Tokubei se case con la sobrina de su esposa. Tokubei había intentado rehusarse educadamente por el amor que siente por Ohatsu, pero el tío no lo aceptó y siguió intentando convencerlo de aceptar el arreglo. El trato fue propuesto entonces a la madrastra de Tokubei, quien debía dar su consentimiento, y ésta estuvo de acuerdo de inmediato y regresó a su pueblo natal, llevándose con ella la cuantiosa dote que le ofreció el tío, alrededor de dos kamme (una unidad de medida de plata; dos kamme serían una cantidad significativa; Donald Keene, en los años 60, afirmó que serían equivalentes a unos U$1000 de la época).
El acuerdo se mantiene completamente a espaldas de Tokubei hasta que su tío intenta obligarlo a casarse. Esta vez la negativa de Tokubei es categórica y absoluta, lo que enfurece al tío quien lo despide de la firma y exige la devolución de los dos kamme que Tokubei no posee y le asegura que lo exiliará de Osaka.
Tokubei regresa a su aldea y eventualmente, con ayuda de los aldeanos, obliga a su madrastra a devolver el dinero y regresa a Osaka. A su retorno, “Kuheiji el mercader de aceite,” su amigo cercano de muchos años, lo detiene y le cuenta que necesita desesperadamente que le presten dos kamme o de otra manera no podrá pagar sus cuentas e irá a la bancarrota. Ya que tiene buen corazón y no necesita devolver el dinero realmente hasta varios días después, Tokubei le presta el dinero a Kuheiji quien promete devolverlo.
Allí termina el relato de Tokubei de los eventos que han acaecido antes del comienzo de la obra. Tan pronto termina, el mismo Kuheiji de quien hablaba entra a los terrenos del templo a la cabeza de una banda de juerguistas y vagos. Tokubei aprovecha la oportunidad para pedirle a Kuheiji que le pague el dinero prestado hace ya más de lo debido. Kuheiji descaradamente niega la existencia de tal deuda. Cuando Tokubei le muestra la nota de promesa en la que Kuheiji había puesto su sello, este la desestima y la declara un intento de extorsión, ya que antes de haber puesto el sello en la nota lo había reportado como perdido.
Tokubei se da cuenta de que ha sido estafado completamente y ataca a Kuheiji, sólo para ser golpeado y vapuleado por Kuheiji y sus seguidores.

### Escena Segunda
Mientras Tokubei se recupera de la golpiza y regresa miserablemente al lugar de trabajo de Ohatsu, la Casa Temma, Kuheiji se dirige allí a vanagloriarse de su nueva fortuna y de su engaño exitoso, tras haberse encargado de regar la historia de que Tokubei había intentado extorsionarlo por su dinero.
Kuheiji y algunos amigos entran arrogantemente segundos después de que Tokubei se ha ocultado bajo las ropas de Ohatsu. Mientras Kuheiji se ufana de cómo Tokubei será sin duda ejecutado o exiliado y cómo entonces va a tener a Ohatsu para sí mismo, Ohatsu y Tokubei se comunican a través de sus manos y pies, resolviendo morir juntos ese día. La segunda escena termina con la pareja evitando a hurtadillas al siervo dormido que vigila la salida.

### Escena Tercera
Un memorial
La tercera escena empieza con una conversación larga y poética entre los dos amantes (a la que el narrador agrega ocasionales comentarios de lamento). Los dos viajan al “Bosque de Tenjin” (Tenjin siendo la persona deificada del poeta Sugawara no Michizane) y junto a un árbol insólito en el templo Shonezaki, de cuyo tronco crecen a la vez una piña y una palma (este árbol muerto desde entonces), deciden que ese será el sitio en que cometerán el fúnebre acto.
Tokubei ata a Ohatsu al árbol. Tan terrible es lo que va a hacer que sus primeros movimientos con la navaja van en todas las direcciones, pero uno de ellos finalmente da con la garganta de Ohatsu y ella empieza lentamente a morir. Antes de que así ocurra, Tokubei se pasa la navaja por su propia garganta y los dos mueren uno junto al otro.